# Nino Costantini
Nino Costantini (Pescara, 10 aprile 1921 – Pescara, 24 maggio 1980) è stato un calciatore italiano, di ruolo attaccante.

## Carriera
Inizia la carriera nella stagione 1940-1941, nella quale ottiene una promozione in Serie B con la maglia del Pescara. Rimane in rosa anche l'anno seguente, nel quale gioca 2 partite in Serie B e nella stagione 1942-1943, nella quale colleziona altre 2 presenze nella serie cadetta. Nella stagione 1945-1946 è ancora al Pescara, con cui segna una rete in 7 presenze in Divisione Nazionale; gioca nella squadra abruzzese anche nel successivo campionato di Serie B, nel quale disputa un'unica partita senza segnare.

## Palmarès

### Club

#### Competizioni nazionali
- Serie C: 1

Pescara: 1940-1941